# Poškození rostlin ozónem

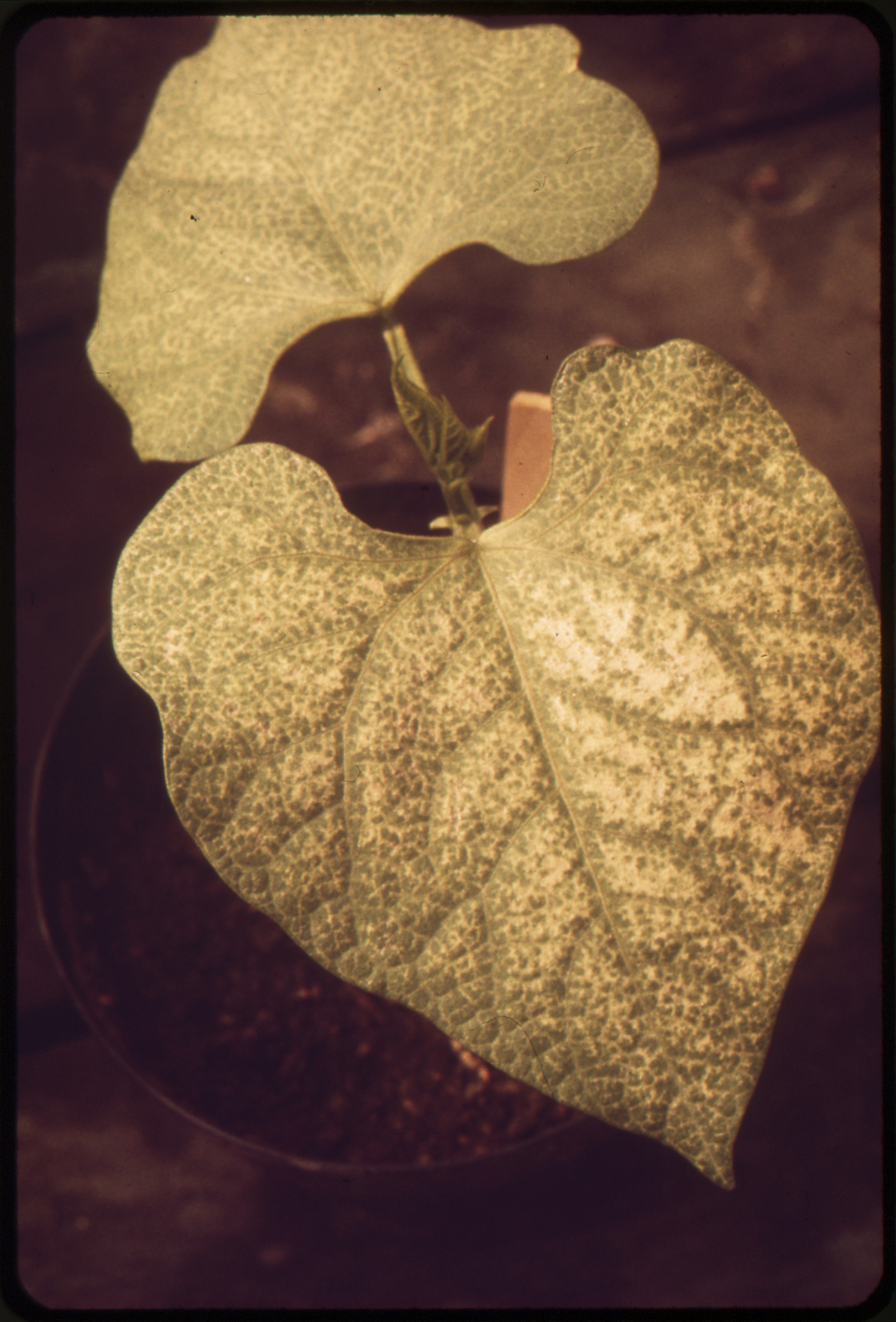
Poškození ozónem, mezižilková mozaika.

Poškození rostlin ozónem je významná fyziologická porucha. Ozón poškozuje rostlinné tkáně, může vyvolávat akutní účinky při krátkých expozicích vysokých koncentrací. Závažnější jsou však obvykle chronické a skryté účinky dlouhodobých či opakovaných expozic. Potenciální účinky na dlouho žijící stromy a na relativně pomalu rostoucí zemědělské plodiny jsou značné. Mimořádně negativní účinky emisí ozónu jsou známy u jasanu, buku, pajasanu a liliovníku. Náchylnost jednotlivých orgánů a tkání na poškození ozonem je daná především jejich dostupností k znečištěnému ovzduší a velikostí kontaktní plochy. Ozonem ovlivněné rostliny mohou mít rovněž sníženou obranyschopnost vůči houbám, virům, hmyzu či klimatickým stresům (mrazu a suchu). . Nejvážnější je poškození na jaře a v létě. Ozon významně působí na metabolismus škrobu a sacharidů. Ozon jednak snižuje tvorbu škrobu, ale také zabraňuje transportu asimilátů z listů do kořenů.

## Fyziologie vzniku poškození

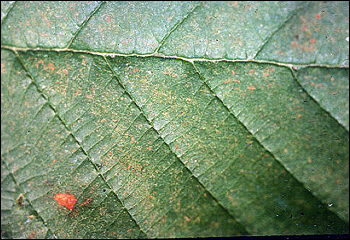
Poškození ozónem v oblasti průduchů, olše.

Z řady fyziologických testů vyplynuly představy o působení ozonu na fyziologický status pokusného organismu, které je možno zjednodušeně shrnout do závěrů, že ozon rozrušuje chloroplastové struktury i normální sled pochodů toku energie ve fosforylačních procesech, které jsou spjaty s biosyntézou makromolekulárních sloučenin.
Ozon zejména poškozuje listy a jehličí citlivých rostlin či stromů nejvíce tím, že poruší celistvost buněčných membrán, avšak zasaženy jsou rovněž metabolické pochody, jako např. proces fotosyntézy. Protože buněčné membrány živých organizmů jsou složeny z proteinů a lipidů, ozon poškozuje prakticky veškeré organické tkáně, s kterými přijde do styku. Dochází také k viditelným příznakům, jako je žloutnutí listů, nekróza, předčasné stárnutí a defoliace. Mezi nejcitlivější rostliny patří jeteloviny. Ozonem ovlivněné rostliny mohou mít rovněž sníženou obranyschopnost vůči houbám, virům, hmyzu či klimatickým stresům (mrazu a suchu).
Abiotické faktory, jako je vlhkost vzduchu, zásobení rostlin vodou a koncentrace ostatních škodlivin v ovzduší (SO2, NOx, NH4), které působí na rostliny současně s ozonem a snižují konduktivitu stomat organických tkání posilují nebo zeslabují účinnost ozonu. 

### Působení ozónu během střídání dne
Ozon je znám jako škodlivina s výrazným denním chodem. Minimální koncentrace se vyskytují v ranních hodinách, maximum je v odpoledních a večerních hodinách, v noci koncentrace klesají. Práce Matysska et al. (1995) i Günhardt-Goerg et al. (1997) ovšem prokazují, že v případě březových porostů dochází k podstatnému příjmu ozonu i během noci - vodivost průduchů dosahuje ještě 50 % denní hodnoty.

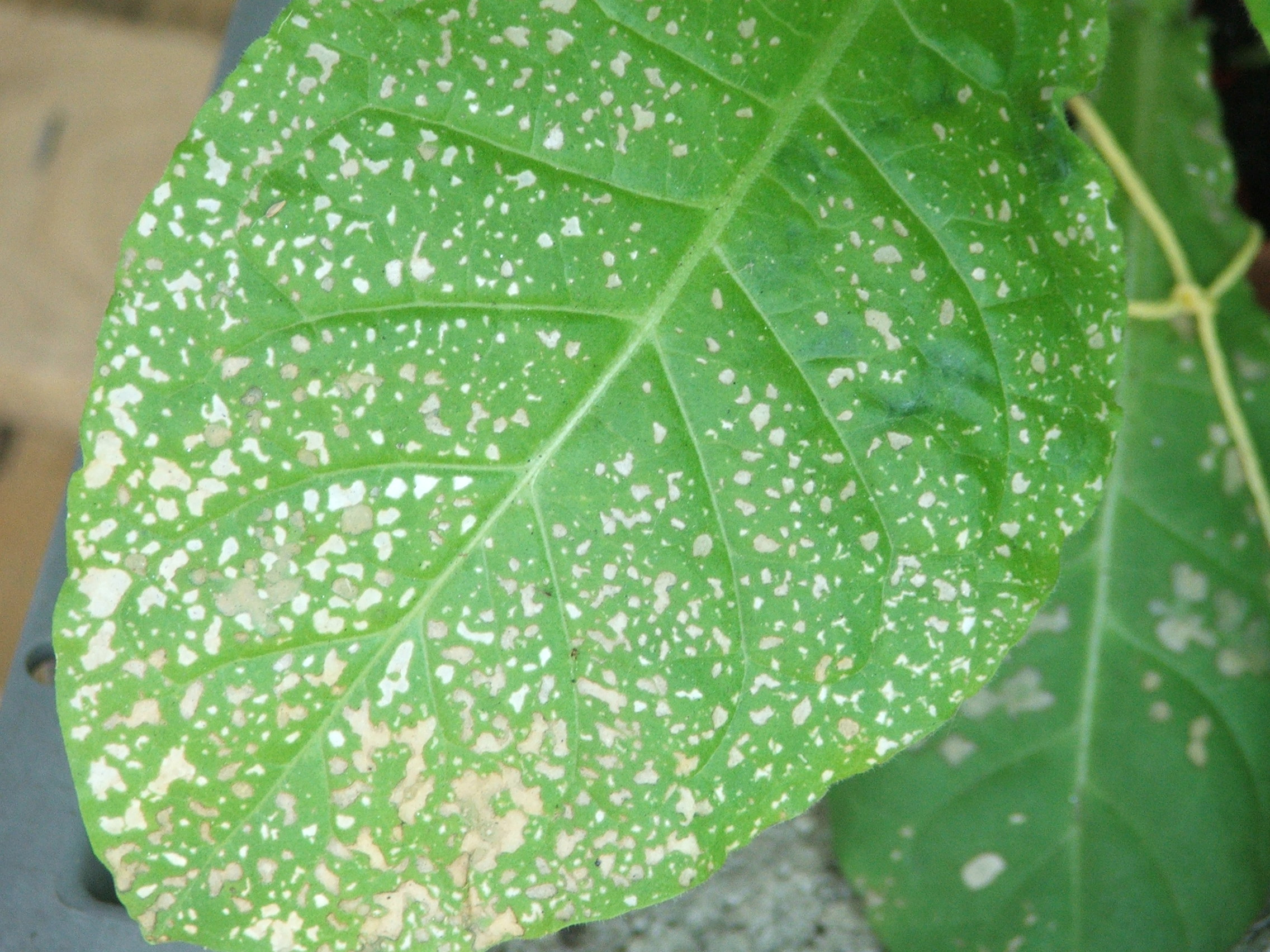
Poškození ozónem, list tabáku, tedy druhu, který je bioindikátorem poškození.

## Výskyt

Expozicí ozonu nad prahovou hodnotou 3 ppmh bylo v letech 1998–2006 zasaženo 100 % plochy České republiky. V roce 2000 se tyto hodnoty zvýšily tak, že cca 29 % celkové plochy ČR 4-5násobně překročily limitní hodnotu (pásmo 12-15 ppmh, 58 % teritoria ČR 3-4násobně překročilo limitní hodnotu 3 ppmh (pásmo 9-12 ppmh) a 11,3 % teritoria ČR překročilo limit 2-3násobně (pásmo 6-9 ppmh). Výsledkem jsou 10-25% ztráty na výnosech zemědělských plodin na celé rozloze zemědělské půdy v ČR.

## Význam
V Řecku došlo i k 100 % poškození listů u ploch s cibulí a 85% poškození na listech u vodního melounu ozonem v r. 1995 a 2004 (Hayes et al., 2007). Výnos řepky olejky, jedné z nejvýznamnějších pěstovaných zemědělských plodin ve Velké Británii, se snížil až o 14 %, když byla testovaná políčka vystavena úrovním ozonu, které jsou typické pro více než 90% území obdělávané orné plochy. Přestože nebylo na plodinách žádné viditelné poškození, zjistilo se, že u řepky došlo až k 38% snížení počtu kvetoucích výhonků na rostlinu. U nejcitlivější varianty, 'Eurol', se produkce semen snížila o 14 %. U ozimé pšenice ztráty dosahovaly 13% (Warwicker, 2000).

### Význam u lesních porostů
V letech 2005 – 2008 bylo provedeno Výzkumným ústavem lesního hospodářství a myslivosti celkové hodnocení vlivu ozónu na plochách smrku a buku v osmi oblastech s odlišnou zátěží ozonem. Celkově bylo hodnoceno 36 ploch. 
Na základě výsledků řešeného projektu lze uvést, že současná rizika vlivu ozonu na lesní porosty v České republice v současné době samy o sobě neznamenají zásadní riziko pro jejich vitalitu a stabilitu. Přímý vliv na zhoršení zdravotního stavu (defoliace) se nepodařilo prokázat. Ovlivnění růstu bylo prokázáno u buku, který je citlivější dřevinou, v nižších nadmořských výškách. Toto ovlivnění je ovšem překryto dalšími faktory, které v současné době vedou ke zvyšování růstu dřevin.

Poškození u obilovin

## Symptomy
Typické znaky poškození při poškození listu ozónem:
- poškození je pouze na horní ploše listu
- nejsou poškozeny žilky listu
- více jsou poškozeny listy v nižších částech rostliny, starší listy

Žloutnutí listů, nekróza, předčasné stárnutí a defoliace. Po vystavení rostlin ozonu v laboratoři většinou po 1-2 dnech následuje chloróza a nekróza. V pokusu s řasami bylo zjištěno, že vlivem ozonu byla snížena intenzita fotosyntézy buněk Chlorella sorokiniana o 50 % a byly pozorovány změny ve fluorescenci chlorofylu. Dochází k narušení fotosyntetických procesů. 
Příznakem u většiny listnatých dřevin a bylin jsou žluté chlorotické skvrny, nebo drobné červené skvrnky, bronzovité zbarvení horní vrstvy, zatímco žilky zůstávají zelené. Výsledkem jsou dobře viditelné hnědé a fialové skvrny a tmavé nekrotické skvrny v místech mezi hlavní žilnatinou listů. Později se projevuje fialovohnědé či červenohnědé zbarvení celé osluněné části čepele listu a vyskytují se i stříbřité plochy na čepeli, nebo okraji čepele (odskočená, popálená kutikula od palisádového parenchymu). Listy které byly zastíněny nevykazují změny, starší listy jsou poškozovány více.
Na listech tabákových rostlin vyvolává ozon vznik skvrn . Skvrny se objevují během 24 hodin po vystavení rostlin zvýšené koncentraci ozonu. Když se skvrny poprvé objeví, mají v průměru 1,5 mm. Časem se zvětší, spojí se s okolními skvrnami a vytvoří tak větší poškozené plochy. Působením ozonu poškozené listy ostružiníku maliníku (Rubus idaeus) se zbarvují hnědočervené. Zbarvení postupuje směrem od okrajů listů.
U jehličnanů se objevují především žlutavé chlorotické skvrnky s neostrým okrajem

## Příčiny

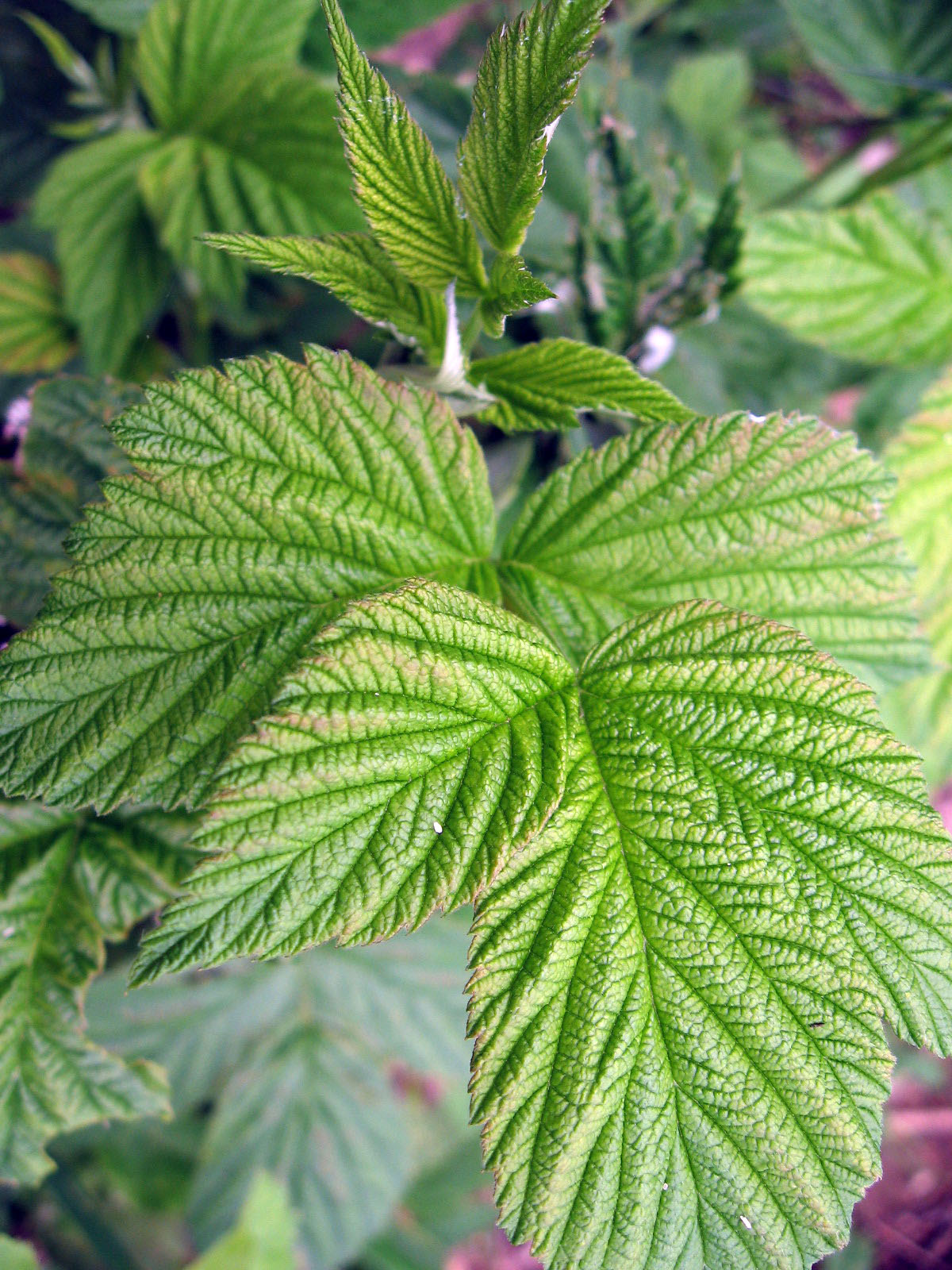
List maliníku (Rubus idaeus) s červeným zbarvením postupujícím od okraje.

Přízemní ozón zejména v průmyslových zónách a v blízkosti komunikací v kombinaci se slunečním zářením na jaře. 

## Ochrana rostlin
Mladé rostliny lze v jarním období v lokalitách zasažených vznikem ozónu preventivně zastínit. Snížit poškození zemědělských plodin a redukovat ztráty na zemědělské výrobě můžeme v zemědělské praxi především výběrem a širším uplatněním druhového a odrůdového sortimentu plodin odolnějších vůči škodlivému působení ozonu.
Vliv ozonu může pak být zesílen nebo zeslaben průběhem počasí. Známé je snížení citlivosti na ozon u rostlin, které trpí nedostatkem vláhy: aby rostlina za sucha zabránila ztrátám vody, uzavírá listové průduchy. Současně tak brání i vstupu ozonu do listů, čímž se omezuje poškozování. 

### Vliv SO2
Vztah mezi ozonem a SO2 byl nalezen u podzemnice a sóji a bylo mu připsáno snížení příjmu ozonu s rostoucími úrovněmi SO2 (United States Department of Agriculture, 2002 – 2007). Škodlivé vlivy ozonu byly potlačeny SO2 s jeho rostoucími koncentracemi (Burkey, 2007). Pokusy s rýží ukázaly, že vlivy působení těchto plynů byly ovlivněny hustotou výsevu rostlin a teplotou.